# Курганний (Челябінська область)
Курганний (рос. Курганный) — селище у Нагайбацькому районі Челябінської області Російської Федерації.
Входить до складу муніципального утворення Фершампенуазьке сільське поселення. Населення становить 302 особи (2010).

## Історія
Згідно із законом від 9 липня 2004 року органом місцевого самоврядування є Фершампенуазьке сільське поселення.

## Населення
| 2002 | 2010 |
| ---- | ---- |
| 386  | ↘302 |